# Бурильна головка
Бурильна головка (рос. бурильная головка, англ. drilling head, нім. Bohrkopf, Bohrkrone) — частина бурильної машини, призначена для передавання бурильному інструменту крутильного моменту у поєднанні з ударами або ударів з поворотами інструмента вхолосту. 
Розрізняють Б.г. обертальної, ударно-поворотної, ударно-обертальної, обертально-ударної дії, а також універсальні Б.г. (поєднання ударів з поворотами інструмента).

## Загальний опис
Бурильна головка руйнує породу по периферії вибою і залишає у центрі свердловини керн, який при заглибленні свердловини поступає в керноприймальний пристрій. Керноприймальний пристрій призначений для прийому керна, відриву його від масиву гірської породи і збереження керна у процесі буріння та під час його транспортування по свердловині аж до підйому його на поверхню для досліджень.
Бурильні головки поділяють на такі класи: лопатеві, шарошкові, алмазні і твердосплавні з озброєнням в вигляді запресованих зубців круглого чи прямокутного перерізу. 
Шарошкові бурильні головки виготовляються з фрезерованим та вставним твердосплавним озброєнням типів МСЗ, СЗ, СТ, ТКЗ для керноприймальних пристроїв як із незнімним, так і зі знімним керноприймачем. Вони призначені для відбору керна переважно роторним способом (або з приводом від низькообертових вибійних двигунів) в породах від середньої твердості до твердих і міцних, в тому числі і абразивних.
Лопатеві бурильні головки порівняно із шарошковими краще зберігають керн, збільшують його виніс, оскільки, працюють в режимі різання. Недоліком лопатевих бурильних головок є відносно вузька область застосування, можливе зменшення діаметра свердловини. Робочі органи можуть бути виготовлені у вигляді звичайних лопатей лопатевого долота з будь-якою кількістю лопатей. Лопаті оснащують твердосплавними зубцями. Лопатеві бурильні головки застосовують при буріння м'яких слабоабразивних порід, де необхідно відібрати керн відносно невеликої довжини, яка дорівнює проходці за рейс без суттєвої втрати діаметра свердловини. У Росії серійно випускають лопатеві бурильні головки типу М. Ця бурильна головка оснащена трьома ступінчасто-спіральними лопатями, які армовані твердосплавними зубцями Г23 та дев'ятьма промивальними отворами. Частина бурильної головки, яка калібрує керн має вигляд коронки з посиленим озброєнням. Основний потік промивальної рідини відведений від керна.
Алмазні бурильні головки випускають типів МС, С, СТ і Т. Вони так само як алмазні долота можуть бути одношарові та імпрегновані, зі ступінчастим і гладким секторами, можуть оснащуватись як природними або синтетичними алмазами, так і алмазотвердосплавними пластинами або різцями.
За конструкцією твердосплавні бурильні головки аналогічні алмазним, але контактні сектори укріплені твердим сплавом «Славутич». Твердосплавні бурильні головки випускають типів С і Т для керноприймальних пристроїв з незнімним керноприймачем. Твердосплавні бурильні головки типу С призначені для відбору керну у мало- та середньоабразивних породах середньої твердості (до 1500 МПа), а типу Т у середньо- та високоабразивних твердих породах (до 2000 МПа).